# Mühlbergtunnel
Der Mühlbergtunnel (vormals auch Mühlbergtunnel I) ist ein 5.528 Meter langer Eisenbahntunnel der Schnellfahrstrecke Hannover–Würzburg. Er unterquert, südwestlich der Stadt Gemünden am Main, den 420 m hohen Mühlberg und trägt daher seinen Namen.
Die Röhre nimmt zwei Gleise auf, die planmäßig mit 250 km/h befahren werden. Er ist, nach dem Landrückentunnel (10.779 m) der zweitlängste Tunnel im Streckenabschnitt zwischen Fulda und Würzburg und bis heute der drittlängste Eisenbahntunnel in Bayern (nach dem Euerwangtunnel und dem Irlahülltunnel). Bis zur Eröffnung der beiden 7.700 m bzw. 7.260 m langen Röhren der Schnellfahrstrecke Nürnberg–Ingolstadt war der Mühlbergtunnel, von etwa 1988 bis 2006, der längste in Betrieb befindliche Tunnel in Bayern.

## Lage
In seinem Verlauf durchquert er, von Nord nach Süd, das Gebiet der Gemeinden Gemünden, Lohr und Karlstadt.
Die Trasse verläuft dabei in südsüdöstlicher Richtung. Einer 1.660 m langen Gerade am Nordportal folgt eine 2,6 km lange Linkskurve (Radius 7.000 m, einschließlich zweier Übergangsbögen von je 315 m Länge), die zum Südportal hin in eine 1.231 m lange Gerade übergeht. Im Bereich des Südportals beginnt ein Übergangsbogen, der außerhalb des Tunnels in eine Kurve von ebenfalls 7.000 m Radius führt (Alle Trassierungsdaten: Planungsstand 1983).
Vom Nordportal (Bau-km 275,2) zum Südportal (Bau-km 280,7) steigt die Gradiente durchgehend mit 12,5 Promille an. Dabei erfolgt der Aufstieg zur so genannten Marktheidenfelder Platte. Am Südportal des Mühlbergtunnels liegt der zweite Scheitelpunkt der Strecke (neben dem Landrückentunnel). Laut einer Quelle liegen an einem kurzen Abschnitt am Nordportal 13,5 Promille Steigung vor.
Am Nordportal liegt die Schienenoberkante auf einer Höhe von 184,695 m ü. NN, am Südportal auf 253,605 m. Die Überdeckung (über Bergfirst) liegt bei bis zu 190 m. (Planungsstand von 1983)
Nördlich des Bauwerks schließt sich die 794 Meter lange Maintalbrücke Gemünden an, wenige Kilometer südlich folgt der Betriebsbahnhof Rohrbach mit der Einmündung der Nantenbacher Kurve.

## Geschichte

### Planung
Am 17. September 1975 wurde das Raumordnungsverfahren für den Schnellfahrstreckenabschnitt Gemünden am Main–Würzburg eingeleitet. Im Mai 1976 wurde ein Vorentwurf für diesen Abschnitt vorgelegt. Am 21. Juni 1978 genehmigte der Bundesverkehrsminister die Errichtung des Streckenabschnitts zwischen Burgsinn und Würzburg.
Bereits Mitte der 1970er Jahre wurde Grundwassererkundung durchgeführt, nachdem etwa ein Kilometer vom Nordportal (Baukilometer 275) entfernt eine Trinkwasserfassung im Entstehen war und nicht ausgeschlossen werden konnte, dass der geplante Tunnel im Einzugsbereich dieser Wassergewinnungsanlage sein könnte.
Nach dem Planungsstand von Ende 1977 war eine Länge von 5390 m für das Bauwerk vorgesehen. Trasse und Gradiente entsprachen weitgehend dem später realisierten Entwurf; im Südabschnitt des Tunnels war dabei eine Linkskurve von 9000 m Radius vorgesehen gewesen.
Erste Vermessungsarbeiten für den Mühlbergtunnel begannen am 13. März 1979. Am 2. Oktober 1979 begann die Ausschreibungs- und Entwurfsplanung. Nachdem das Raumordnungsverfahren für den Streckenabschnitt zwischen Gemünden und Würzburg am 20. Mai 1981 abgeschlossen wurde, wurde das Planfeststellungsverfahren für den Bereich des Mühlbergtunnels (km 275,217 bis 281,115) am 14. August gleichen Jahres eingeleitet. Der Planfeststellungsbeschluss erging durch die Bundesbahndirektion Nürnberg am 29. März 1982 und wurde vom 13. bis 27. April 1982 öffentlich ausgelegt.
Am 26. März 1982 wurde die Ausschreibung für die Errichtung des Mühlbergtunnels veröffentlicht. Die Submission folgte am 18. Mai 1982, kurz bevor (am 29. Mai) der Planfeststellungsbeschluss für den Abschnitt des Mühlbergtunnels Bestandskraft erlangte.
Der Bauabschnitt des als Objekt 29 bezeichneten Tunnels umfasste eine Länge von 5.950 m (Bau-km 275,174 bis 281,115). Neben zählten die beiden Voreinschnitte dazu. Die ursprünglich (Stand: 1983) geplante Tunnellänge lag dabei bei 5.513 m. Davon sollten 5.513 m in bergmännischer Bauweise, lediglich 13 m in offener Bauweise errichtet werden. Dabei war ein 1.525 m langer Vortrieb von Norden und ein 3988 m langer Vortrieb von Süden vorgesehen. Der überwiegend von Süd nach Nord laufende Vortrieb ist der Verwendung des Ausbruchsmaterials einem Südportal anschließenden Dammes (so genannter Karlburger Damm, etwa Bau-km 284,5 bis 285,5) geschuldet. Über eine Baustraße sollten auch 120.000 m³ Material aus dem Nordvortrieb dorthin transportiert werden.
Im Zuge der Ausführungsplanung war der Tunnel aus Gründen der wirtschaftlicheren Unterhaltung sowie des Forst- und Landschaftsschutzes um 20 m vorgezogen worden. In der Mitte (Bau-km 277,9) sollte für die Bauphase ein 120 m tiefer Lüftungsschacht abgeteuft werden, im Bereich der Kreuzung mit dem zukünftigen Schönraintunnel (Bau-km 279,2) ein 100 m Lüftungsschacht. Der geplante Ausbruchsquerschnitt der gebohrten Lüftungsschächte lag bei 2,10 m.
Der Auftrag zur Errichtung des Tunnels wurde am 8. Juni 1982 an die ARGE Mühlbergtunnel I vergeben, die sich aus den Unternehmen Bilfinger Berger und Universale Bau zusammensetzte. Die geplanten Gesamtbaukosten für den Bauabschnitt (Tunnel einschließlich Voreinschnitte) lagen bei 135 Millionen D-Mark (rund 69 Millionen Euro; Preisstand: etwa 1982).
Dem Bau ging, von 1975 bis 1982, ein geologisches Erkundungsprogramm mit 30 Kernbohrungen, 18 Meißenbohrungen, einem Schurf und einer luftbildgeologischen Strukturuntersuchung, voraus.
Zur Abgrenzung von dem ursprünglich als Mühlbergtunnel II bezeichneten Schönraintunnel trug der Mühlbergtunnel in der Planungs- und Bauphase auch den Titel Mühlbergtunnel I. Er wurde auch als Objekt 29 des Südabschnitts bezeichnet (Objekt 28 war die angrenzende Maintalbrücke Gemünden, Objekt 30 der Überholbahnhof Rohrbach).

### Bau

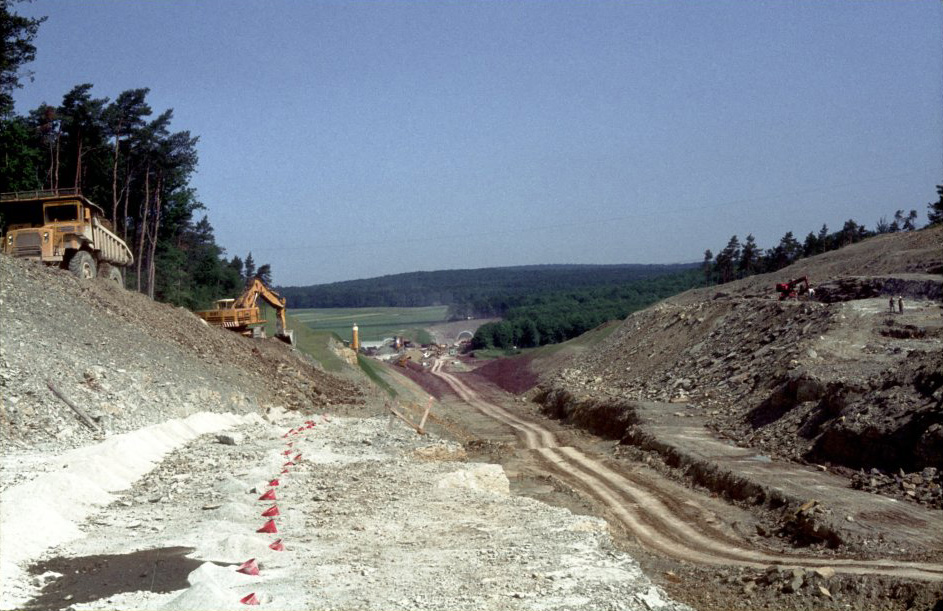
Bauarbeiten im Einschnitt vor dem Südportal des Tunnels (1985)

Der offizielle Baubeginn war am 26. Juli 1982 im Bereich der Gemarkung Wiesenfeld. Nach dem Herstellen der Baustraßen, dem Freimachen des Baugeländes und dem Einrichten der Baustelle begannen die Arbeiten zur Errichtung des dem Südportal vorgelagerten Einschnitts.
Am 20. September 1982 begann der Vortrieb vom Südportal in nördlicher Richtung. Der Tunnel wurde am 19. November 1982 um 11:00 Uhr am Südportal durch die Tunnelpatin Rosemarie Barbara Lemmrich, die Ehefrau des damaligen Vorsitzenden im Verkehrsausschuss des Deutschen Bundestages, feierlich auf den Namen Rosemarie-Tunnel getauft. Anschließend wurde er, in Anwesenheit des Staatssekretärs im Bundesverkehrsministeriums Alfred Bayer angeschlagen. Zu den weiteren Gästen zählten Wirtschaftsminister Anton Jaumann und DB-Vorstandsmitglied Peter Koch. Der Karlstädter Bürgermeister Werner Hofmann wies in seiner Ansprache auf den letztlich erfolglosen Widerstand eines Großteils der Karlstädter Bürger gegen das Neubaustreckenprojekt hin. Der Durchschlag war dabei für den 22. April 1985 geplant, die geplante Länge lag bei 5.513 m.
Mit Beginn des Vortriebs in nördlicher Richtung wurde auch mit dem Anlegen einer 5 km langen Baustraße, die vom Nordportal über den Mühlberg zu einer bestehenden Straße führte, begonnen. Die Bauarbeiten am nördlichen Portal, bei Hofstetten begannen am 17. Februar 1983. Am 5. April gleichen Jahres wurde dort mit dem Vortrieb der Kalotte begonnen. Der beidseitige zweite Angriff diente der Verkürzung der Bauzeit. Der beidseitige Sprengvortrieb wurde nach der Neuen Österreichischen Tunnelbauweise gefahren.
Hergestellt wurde (nach Planungsstand von Ende 1983) eine bis zu 12,8 m breite und 7,77 bis 8,32 m hohe (Schienenoberkante–Scheitel) Tunnelröhre. Um einen Nutzquerschnitt zwischen 81 m² (Gerade) und 99 m² (Kurve, mit Nachspannbereich der Oberleitung) zu erzielen, wurde ein Querschnitt zwischen 127 und 141 m² ausgebrochen. Insgesamt sollten 730.000 m³ Material ausgebrochen werden. Die Entwurfsgeschwindigkeit lag bei 250 km/h.
Nach dem Planungsstand von Ende 1983 wurde mit dem Durchschlag im April 1985 gerechnet.

### Betrieb
Die Röhre wurde 1986, als Teil eines 28 Kilometer langen Abschnitts, in Betrieb genommen und wird seit 1988 von regulären Reise- und Güterzügen befahren.
Am 17. November 1986 stellte der ICE-Vorläuferzug InterCityExperimental im Tunnel mit 345 km/h einen neuen Geschwindigkeitsrekord für Schienenfahrzeuge in Deutschland auf. Während der ICE-Weltrekordfahrt am 1. Mai 1988 hatte der in nördlicher Richtung fahrende Rekordzug am Südportal des Tunnels eine Geschwindigkeit von 380 km/h erreicht und übersprang im Tunnel (bei Streckenkilometer 292,6) erstmals die 400-km/h-Marke, bevor er nördlich des Einmalbergtunnels mit 406,9 km/h einen neuen Geschwindigkeits-Weltrekord für Schienenfahrzeuge aufstellte.
Im November 1987 fanden im Tunnel Fahrversuche zur Bestimmung des aerodynamischen Widerstands des InterCityExperimental in Tunneln statt.
Bei seiner Inbetriebnahme im Jahr 1988 war er (bei Berücksichtigung damals noch im Bau befindlicher Tunnel) der fünflängste Tunnel im deutschen Eisenbahnnetz, nach dem Landrückentunnel, dem Mündener Tunnel, dem Dietershantunnel sowie dem Freudensteintunnel.
In der Nacht zum 22. Oktober 1989 wurde im Mühlbergtunnel ein Zugunglück mit 100 „Fahrgästen“ simuliert. Dabei rückte erstmals auch ein Tunnelrettungszug aus. 135 Minuten nach der simulierten Entgleisung verließen die ersten Verletzten den Tunnel, etwa drei Stunden später wurde der erste Schwerverletzte in ein Krankenhaus eingeliefert.
Am 14. Januar 2011 blieb ein ICE infolge eines Stromabnehmerschadens etwa 500 m tief im Tunnel stehen. Die rund 220 Fahrgäste wurden in einen nachfolgenden ICE evakuiert, der betroffene Zug wurde anschließend abgeschleppt.
In der Nacht zum 13. November 2011 fand eine Rettungsübung mit etwa 140 Personen im Tunnel statt. Simuliert wurde die Entgleisung eines Reisezuges beim Streckenkilometer 294,0.
Im Februar 2022 wurde die Vergrößerung von Rettungsplätzen an beiden Portalen ausgeschrieben. Am Nordportal soll der bestehende Rettungsplatz von ca. 600 auf ca. 1650 m² vergrößert werden, am Südportal von ca. 500 m² auf zukünftig 1550 m².

## Technik
Der Tunnel weist eine Reihe von technischen Besonderheiten auf.
Als einer der ersten Eisenbahntunnel in Deutschland erhielt er zur Betriebserprobung eine Feste Fahrbahn (Bauart Rheda), anstelle eines konventionellen Schotterbettes.
Etwa in seiner Mitte (Streckenkilometer 294) überquert der Mühlbergtunnel den nur wenige Meter tiefer liegenden Schönraintunnel der Nantenbacher Kurve. Eine Treppe verbindet die beiden Röhren und kann als Fluchtweg genutzt werden. Der zwischen 1990 und 1993 errichtete Schönraintunnel wurde während des laufenden Zugbetriebs im Mühlbergtunnel unter besonderen Vorsichtsmaßnahmen vorgetrieben.
Beim Kilometer 293,3 wurde eine Überleitstelle (mit vier im Zweiggleis mit 130 km/h befahrbaren Weichen) eingerichtet. Die Einrichtung des Gleiswechsels, wie sie in einem Abstand von rund 7 km entlang der Strecke vorgesehen sind, konnte aufgrund der Länge der Röhre sowie der unmittelbar nördlich anschließenden Brücke nicht auf außerhalb des Tunnels platziert werden.
Dem Nordportal ist ein Stellwerksgebäude mit einem Wendeplatz (18 m) vorgelagert. Diese Zufahrt sollte im Wesentlichen der Wartung der Anlagen dienen. Auch am Südportal war eine Zufahrt mit Wendeplatz vorgesehen. (Stand: 1983)
Im Tunnel stehen vier Hauptsignale und zwei Vorsignale (jeweils für die Überleitstelle) sowie sechs Blockkennzeichen.